# Runan (okrug)
Okrug Runan (汝南縣 汝南县 Rǔnán Xiàn) je okrug u prefekturi/gradu Zhumadian u kineskoj provinciji Henan.

## Povijest
U stara vremena se ovaj okrug zvao "središte svijeta", jer je bio središte provincije Yu, odnosno bio u sredini Devet provincija. U doba dinastije Han je iz njega došlo više službenika centralne vlasti nego iz jedne druge kapetanije, te je bio pradomovina utjecajnog klana Yuan. Okrug Runan se nekada zvao i Okrug Ancheng (安城县) i Okrug Ruyang(汝阳县). Za vrijeme dinastije Zhou (1045-256. pr. Kr.), unutar njegovih granica se nalazila i vazalna Država Dao（道国）.

## Administracija
Danas  Okrug Runan spada pod upravu grada na razini preferkture Zhumadian. Ima oko 1306 kv. kilometara i oko 770.000 ljudi (prema podacima 2002). Sjedište okruga je u gradu Runing (汝宁镇).